# Isola di Ognina
Ognina è un'isola dell'Italia sita nel mar Ionio, in Sicilia. Il toponimo di Ognina, comunque, indica più in generale l'intera località costiera alla cui estremità orientale e a nord del Capo omonimo si trova la piccola isola, originariamente unita alla terraferma, come hanno dimostrato ricerche condotte dall'archeologo tedesco Gerhard Kapitän. Amministrativamente appartiene a Siracusa. 
L'isola di Ognina si trova 15 km a sud della città aretusea, tra Capo Ognina e Punta Asparano. Posta a 150 metri dalla costa, l'isola ha una forma approssimativamente triangolare con il vertice ad est, verso il mare aperto, e misura 168 metri in senso E-O per 110 in senso N-S. Essa è costitutia da un banco roccioso di calcare miocenico pianeggiante (altitudine massima 2,50 m) la cui superficie è ovunque erosa, ad eccezione di uno strato di terra che occupa la sua parte centrale. L'isola fronteggia un porto canale sulla costa siciliana, profondo un centinaio di metri, dotato di attracchi e di un alaggio per piccole imbarcazioni da pesca o da diporto.

## Storia
Durante il tardo Pleistocene e i primi millenni dell'Olocene l'isola fu certamente unita alla Sicilia da un istmo roccioso, tuttora visibile nei fondali, che doveva prolungare e proteggere il porto canale.
Nel Neolitico medio l'isola fu abitata da una comunità stanziale della cultura di Stentinello, che dovette sfruttare la sua particolare posizione geografica ed il porto-canale. Di questo periodo sono numerose file accoppiate di buche scavate nel banco roccioso, lunghe fino ad oltre cinquanta metri, che verosimilmente sostenevano tavolati aerei di tipo palafitticolo, sui quali erano costruite le abitazioni che, per analogia con altri insediamenti simili, dovevano appartenere al tipo della "long house".
Dopo un lungo lasso di tempo, durante il quale rimase verosimilmente disabitata, l'isola tornò ad essere abitata nei primi secoli del II millennio a.C., quando su di essa si stanziò una colonia da Malta e della cultura del Bronzo antico di Tarxien cemetery. Appartengono a questa fase numerosi frammenti di vasi con complesse decorazioni incise di tipo geometrico e probabilmente un'unica tomba a grotticella artificiale scavata nella parete rocciosa prospiciente l'antico istmo. Su quest'ultimo, oggi completamente sommerso, sono state rinvenute tracce di una fortificazione ad aggere di pietre a secco che doveva proteggere l'accesso all'isola durante il Bronzo antico. Rimane ad oggi inspiegata la presenza in questo luogo, caso unico nella preistoria siciliana, di una comunità maltese. A testimonianza di questo periodo storico, sono visibili delle schegge di ossidiana di Lipari.
Dopo questa fase l'isola è rimasta sostanzialmente disabitata fino ai nostri giorni. L'unica eccezione è costituita dai resti di una piccola basilica a tre navate, di epoca bizantina e costruita poco all'interno della costa occidentale.